# Bathysa peruviana
Bathysa peruviana är en måreväxtart som beskrevs av Kurt Krause. Bathysa peruviana ingår i släktet Bathysa och familjen måreväxter. Inga underarter finns listade i Catalogue of Life.